# Fenwick-Piedmont-Gletscher
Der Fenwick-Piedmont-Gletscher ist ein 10 km langer und 4 km breiter Vorlandgletscher an der Borchgrevink-Küste im Norden des ostantarktischen Viktorialands. Er liegt an der Ostseite der Adare-Halbinsel und wird von zahlreichen Gletschern im Gebiet zwischen den Downshire-Kliffs und Kap McCormick gespeist.
Das New Zealand Geographic Board benannte ihn 2005 nach Robert Fenwick, ab 2000 Vorsitzender des New Zealand Antarctic Heritage Trust, einer Stiftung zur Bewahrung historischer Stätten in der Antarktis.